# イブン・アル＝アウワーム
イブン・アル=アウワーム（イブン・アルアッワーム）（アラビア語: ابن العوام Abu Zakariya Yahya ibn Muhammad ibn Ahmad ibn Al-Awwam Al-Ishbili、? - 1179年）は、12世紀にセビリアで活躍したイスラームの農学者、植物学者。中世のイスラム科学において重要な書の一つである、農書『農書』（Kitab al-fila-hah キターブ・アルフィラーハ）を著したことで知られる。『ナバティア人の農書』（Nabatean Agriculture）の著者イブン・ワフシーヤ（? - 912年以前）、イブン・バッサール（? - 1105年）、イブン・ハッジャージュ・アルイシュビーリー（? - 12世紀初頭）ら、アンダルシア地方で活躍したイスラムの農学者の先行研究を基にして『農書』を書き上げ、後世のヨーロッパにも影響を与えた。19世紀のヨーロッパにおいては、1802年にスペイン語、1864年から1867年にかけてフランス語に翻訳されて出版された。

## 『農書』
- 第1部…… 土壌、肥料、水質、庭園、樹木、果実の性質と保存法
- 第2部…… 耕作時期、種の選定、季節、穀物、マメ科の植物、小規模の菜園、香料植物、工芸作物、収穫と採集、農業工学、家畜、家禽

そして最後に獣医学について詳細に言及した節で締めくくられる。
本書は全35巻、2部で構成され、最初の30巻は農業について、次の4巻は家畜と家禽の育成と養蜂について記されている。588種の植物と50以上の果樹を網羅しており、土壌の選定と改良、接ぎ木の方法と植物同士の相性について考察がされた。作物の特性と栽培以外に、病虫害の事例と対処法、灌漑、さらには建物を作るに適した土地の選択についても説明がされている。